# John Pople
John Anthony Pople (Burnham-on-Sea, 31 de outubro de 1925 — Sarasota, 15 de março de 2004) foi um matemático e químico inglês.
Foi laureado com o Nobel de Química de 1998, pelo desenvolvimento de métodos computacionais em química quântica, nos quais se baseia o programa informático Gaussian. Através deste tipo de métodos se desenvolveu a química computacional.